# 岐阜県道320号有穂中坪線
岐阜県道320号有穂中坪線（ぎふけんどう320ごう ありほなかつぼせん）は、岐阜県郡上市内を通る一般県道である。

## 概要

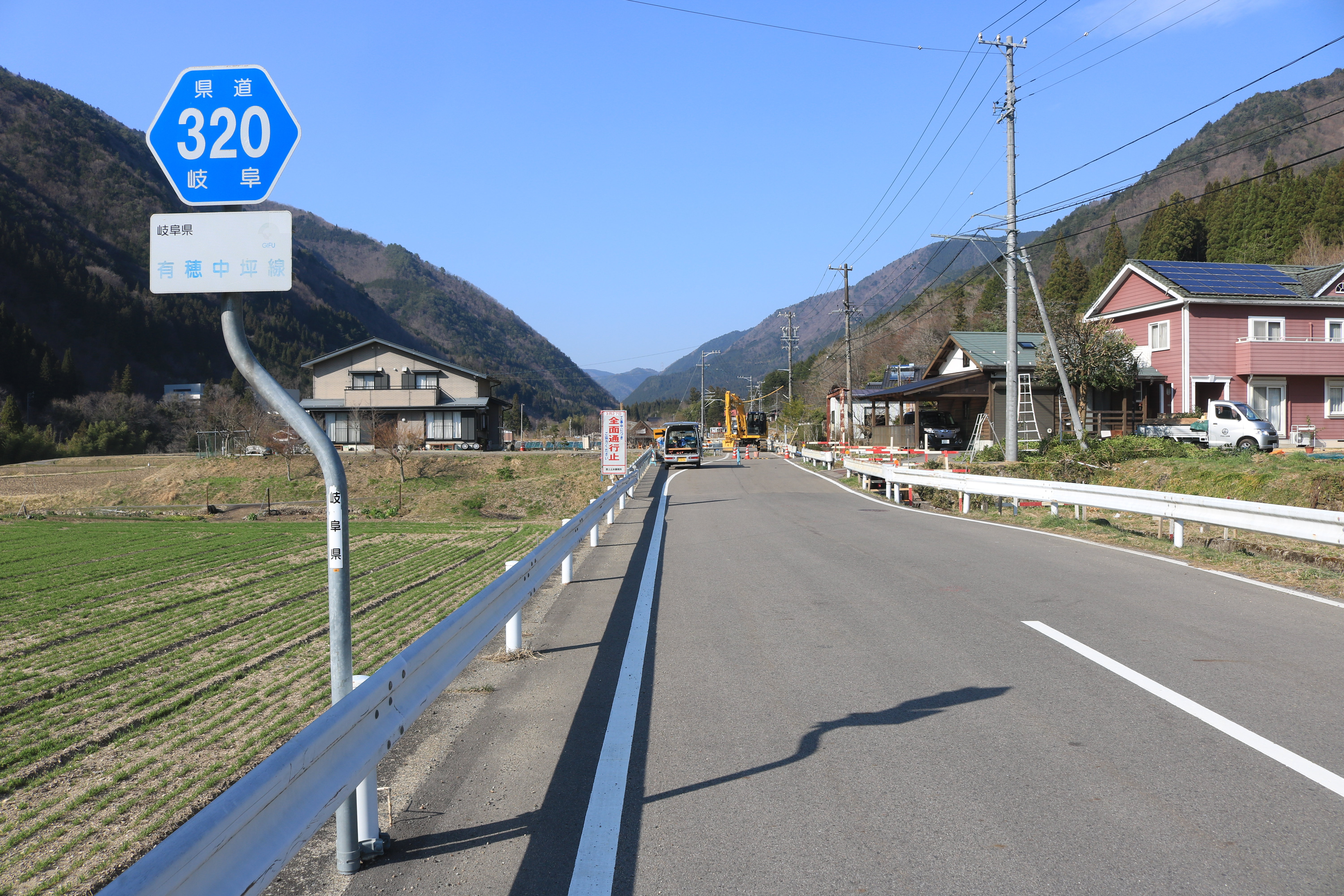
岐阜県道320号有穂中坪線、郡上市八幡町市島にて

### 路線データ
- 起点：岐阜県郡上市八幡町有穂（国道472号交点）
- 終点：岐阜県郡上市八幡町中坪（岐阜県道319号寒水八幡線交点）

## 沿革
- 1977年（昭和52年）2月27日 ： 認定[1]

## 地理

### 通過する自治体
- 岐阜県
  - 郡上市

### 接続する道路
- 国道472号（飛騨せせらぎ街道）（郡上市八幡町有穂地内）
- 国道256号（郡上市八幡町旭地内（郡上八幡総合スポーツセンター西方） - 郡上市八幡町島谷地内（愛宕公園前）で重複）
- 岐阜県道319号寒水八幡線（郡上市八幡町島谷地内（愛宕公園前） - 中坪1丁目交差点で重複）

### 周辺

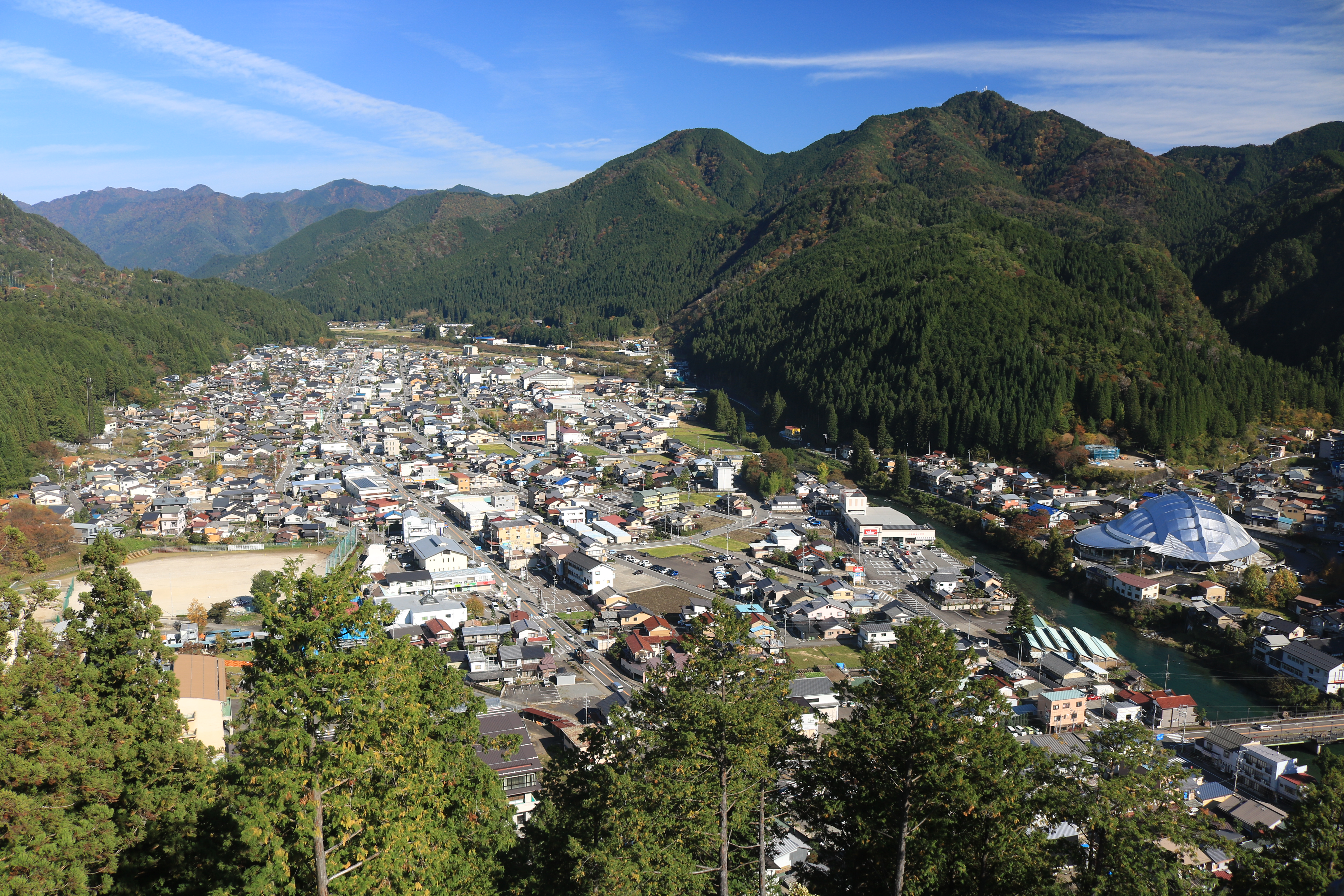
郡上八幡城から望む吉田川と周辺の街並み、吉田川の左岸沿いに県道が通る、右中央に郡上市総合スポーツセンター

- 郡上市総合スポーツセンター
- 郡上市立八幡小学校
- 郡上市役所
- 郡上市産業プラザ
- 郡上八幡城
- 郡上八幡郵便局
- 岐阜家庭裁判所 郡上出張所
- 岐阜県警察 郡上警察署